# Härvard harpolekare
Härvard harpolekare er en opera af Kurt Atterberg, der fik premiere i Stockholm den 29. september 1919.